# Strangeways, Here We Come
Strangeways, Here We Come — четвертий студійний альбом британського рок-гурту The Smiths, виданий 28 вересня 1987 року лейблом Rough Trade.

## Список композицій
Автор музики і слів Морріссі та Джонні Марр. 
| Сторона 1 | Сторона 1                                           | Сторона 1  |
| #         | Назва                                               | Тривалість |
| --------- | --------------------------------------------------- | ---------- |
| 1.        | «A Rush and a Push and the Land Is Ours»            | 3:00       |
| 2.        | «I Started Something I Couldn't Finish»             | 3:47       |
| 3.        | «Death of a Disco Dancer»                           | 5:26       |
| 4.        | «Girlfriend in a Coma»                              | 2:03       |
| 5.        | «Stop Me If You Think You've Heard This One Before» | 3:32       |

| Сторона 2 | Сторона 2                                    | Сторона 2  |
| #         | Назва                                        | Тривалість |
| --------- | -------------------------------------------- | ---------- |
| 6.        | «Last Night I Dreamt That Somebody Loved Me» | 5:03       |
| 7.        | «Unhappy Birthday»                           | 2:46       |
| 8.        | «Paint a Vulgar Picture»                     | 5:35       |
| 9.        | «Death at One's Elbow»                       | 2:01       |
| 10.       | «I Won't Share You»                          | 2:48       |

## Учасники запису
- Морріссі – вокал, рояль
- Джонні Марр – гітари, губна гармоніка
- Енді Рурк – бас-гітара
- Майк Джойс – барабани
- Стівен Стріт – інженер, аранжування струнних ("Girlfriend in a Coma")